# Diocesi di Suacia

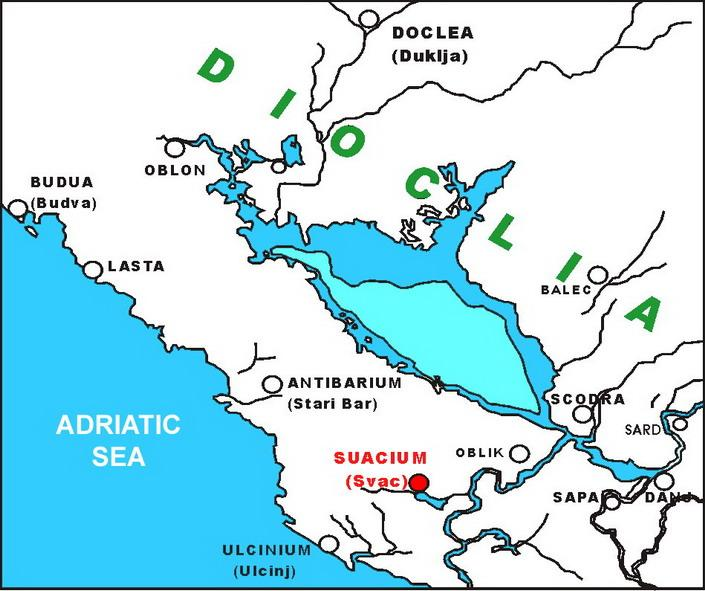
Localizzazione di Suacium nell'XI secolo.

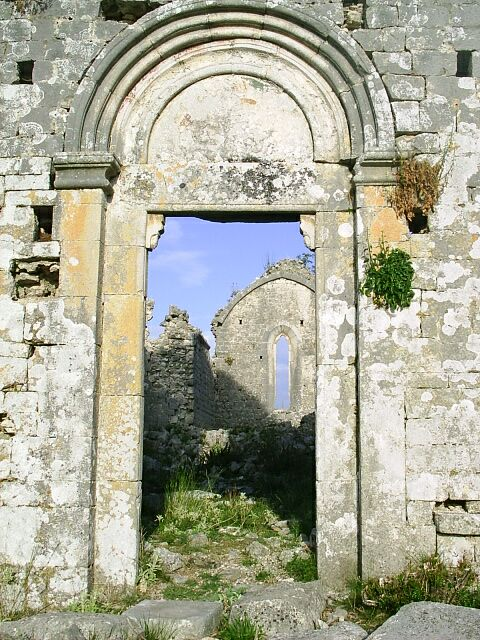
Il portale d'entrata dell'antica cattedrale di Suacia.

La diocesi di Suacia (in latino Dioecesis Suacinensis) è una diocesi soppressa e sede titolare della Chiesa cattolica.

## Territorio
Sede vescovile era l'attuale villaggio di Suacia o Svacia (in serbo e in croato Šas, anticamente Svač) che si trova nel comune montenegrino di Dulcigno, lungo la costa adriatica. La cattedrale, ora ridotta a ruderi, era dedicata a San Giovanni Battista.

## Storia
La diocesi di Suacia ha origini incerte. Secondo Farlati, il primo vescovo di Suacia, di cui non è noto il nome, perì in mare nel 1030 circa assieme ad altri vescovi, mentre si recava al concilio di Spalato.
Nel 1034 entrò a far parte della provincia ecclesiastica dell'arcidiocesi di Antivari. Nel 1078 passò ad essere suffraganea dell'arcidiocesi di Ragusa (oggi diocesi), ma nel 1174 tornò alla provincia ecclesiastica di Antivari.
Nel primo quarto del XVI secolo fu unita in persona episcopi all'arcidiocesi di Antivari, ma tale unione fu di breve durata.
Poco dopo il 1530 fu unita alla diocesi di Scutari (oggi arcidiocesi di Scutari-Pult) e di fatto soppressa.
Dal 1933 Suacia è annoverata tra le sedi vescovili titolari della Chiesa cattolica; dall'8 maggio 2008 l'arcivescovo, titolo personale, titolare è Bernardito Cleopas Auza, nunzio apostolico presso l'Unione europea.

## Cronotassi

### Vescovi
- Anonimo † (menzionato nel 1030 circa)
- Anonimo (Basilio ?) † (menzionato nel 1142)[3]
- Pietro I † (prima del 19 giugno 1166 - dopo il 1167)[4]
- Domenico † (? - prima di settembre 1199 deposto)[5]
- G. † (prima di dicembre 1200 - ?)[6]
- Anonimi † (menzionati nel 1234, 1250 e 1251)[7]
- Marco † (prima di gennaio 1252 - 1262 deceduto)[8]
- Pietro II † (menzionato nel 1284)[9]
- Gregorio, O.F.M. † (prima del 1303 - prima del 25 febbraio 1307 dimesso)[10]
- Benedetto † (24 dicembre 1307 - 8 luglio 1317 nominato arcivescovo di Ragusa)
- Zaccaria, O.P. † (16 luglio 1318 - dopo il 1320[11])
- Anonimo † (menzionato nel 1326)[12]
- Sergio I † (? - circa 1345 deceduto)
- Paolo, O.Carm. † (4 luglio 1345 - ?)
- Pietro III † (prima del 1363 - dopo il 1387[13])
- Minore † (? - 13 settembre 1403 nominato arcivescovo di Durazzo)
  - Leonardo † (? - circa 1404 dimesso) (vescovo eletto)
- Petrus Kirten † (27 febbraio 1404 - ?)
- Antonio da Firenze, O.P. † (12 agosto 1418 - ?)
- Pietro † (1420 - 15 marzo 1435 nominato vescovo di Dulcigno)
- Sergio II † (18 maggio 1439 - circa 1440 deceduto)
- Paolo Dusso † (16 novembre 1440 - 22 dicembre 1445 nominato vescovo di Drivasto)
- Antonio da Fabriano, O.F.M. † (18 luglio 1446 - 20 aprile 1465 nominato vescovo di Caorle)
  - Sede vacante (1465-?)
- Francesco † (? - circa 1507 deceduto)
- Stefano † (7 febbraio 1507 - ?)
- Nicola † (8 aprile 1517 - ?)
- Giovanni Rosa † (27 gennaio 1520 - 12 ottobre 1524 nominato vescovo di Scardona)
- Tommaso † (13 luglio 1530 - ?)

### Vescovi titolari
- Denis J. Moynihan † (17 luglio 1969 - 10 dicembre 1970 dimesso)
- Charles Roman Koester † (2 gennaio 1971 - 24 dicembre 1997 deceduto)
- Richard Edmund Pates (22 dicembre 2000 - 10 aprile 2008 nominato vescovo di Des Moines)
- Bernardito Cleopas Auza, dall'8 maggio 2008